# .kr
.kr is het achtervoegsel van domeinen van websites uit Zuid-Korea.
Tot september 2006 was registratie zeer beperkt mogelijk. Vanaf die datum is het mogelijk om internationale domeinnamen onder .kr te registreren. Allereerst werd deze mogelijkheid geboden aan merkrechthouders en aan openbare lichamen. Vanaf 19 april 2007 kan iedereen via een registrator een .kr domeinnaam registreren.

Tot september 2006 waren de domeinnamen opgebouwd uit third-level-domeinen als subdomein onder de second-level-domeinen. Per september 2006 werd de registratie van een domeinnaam direct onder .kr mogelijk. De volgende subdomeinen zijn er in gebruik:
| Subdomeinen  | Gebieden                          | Registratie kwalificaties                                                        |
| ------------ | --------------------------------- | -------------------------------------------------------------------------------- |
| .kr          | Commercieel                       | Organisaties of particulieren                                                    |
| co.kr        | Commercieel                       | Organisaties of particulieren                                                    |
| ne.kr        | Netwerk                           | Organisaties of particulieren                                                    |
| or.kr        | Niet-commercieel                  | Organisaties of particulieren                                                    |
| re.kr        | Research                          | Organisaties of particulieren                                                    |
| pe.kr        | Persoonlijk                       | Individuele personen                                                             |
| go.kr        | Overheid (Government)             | Administratie, Legislatuur en de rechterlijke macht                              |
| mil.kr       | Militaire organisaties            | Militaire organisaties                                                           |
| ac.kr        | Hogescholen of universiteiten     | Colleges or universiteiten                                                       |
| hs.kr        | Hogescholen                       | Hogescholen                                                                      |
| ms.kr        | Middelbare scholen                | Middelbare scholen                                                               |
| es.kr        | Basisscholen (Elementary schools) | Basisscholen                                                                     |
| sc.kr        | Scholen                           | Andere onderwijsorganisaties                                                     |
| kg.kr        | Kleuterscholen                    | Kleuterscholen                                                                   |
| seoul.kr     | Seoel                             | Organisaties of personen die een connectie hebben met de desbetreffende gebieden |
| busan.kr     | Busan                             | Organisaties of personen die een connectie hebben met de desbetreffende gebieden |
| daegu.kr     | Daegu                             | Organisaties of personen die een connectie hebben met de desbetreffende gebieden |
| incheon.kr   | Incheon                           | Organisaties of personen die een connectie hebben met de desbetreffende gebieden |
| gwangju.kr   | Gwangju                           | Organisaties of personen die een connectie hebben met de desbetreffende gebieden |
| daejeon.kr   | Daejeon                           | Organisaties of personen die een connectie hebben met de desbetreffende gebieden |
| ulsan.kr     | Ulsan                             | Organisaties of personen die een connectie hebben met de desbetreffende gebieden |
| gyeonggi.kr  | Gyeonggi-do                       | Organisaties of personen die een connectie hebben met de desbetreffende gebieden |
| gangwon.kr   | Gangwon-do                        | Organisaties of personen die een connectie hebben met de desbetreffende gebieden |
| chungbuk.kr  | Chungcheongbuk-do                 | Organisaties of personen die een connectie hebben met de desbetreffende gebieden |
| chungnam.kr  | Chungcheongnam-do                 | Organisaties of personen die een connectie hebben met de desbetreffende gebieden |
| jeonbuk.kr   | Jeollabuk-do                      | Organisaties of personen die een connectie hebben met de desbetreffende gebieden |
| jeonnam.kr   | Jeollanam-do                      | Organisaties of personen die een connectie hebben met de desbetreffende gebieden |
| gyeongbuk.kr | Gyeongsangbuk-do                  | Organisaties of personen die een connectie hebben met de desbetreffende gebieden |
| gyeongnam.kr | Gyeongsangnam-do                  | Organisaties of personen die een connectie hebben met de desbetreffende gebieden |
| jeju.kr      | Jeju-do                           | Organisaties of personen die een connectie hebben met de desbetreffende gebieden |
| 한글.kr      | onbeperkt                         | Organizations or individuals                                                     |